# Casimir Pignatelli d'Egmont
Casimir Pignatelli d'Egmont, né le 6 novembre 1727 à Braine (actuel département de l'Aisne) et mort le 1er décembre 1801 à Brunswick (Principauté de Brunswick-Wolfenbüttel (aujourd'hui en Basse-Saxe), est un noble français des règnes de Louis XV et de Louis XVI. 
Officier de haut rang de l'armée française (lieutenant général), il est député de la noblesse aux États généraux de 1789 et vote l'abolition des privilèges le 4 août 1789. 
Il émigre au début de 1792, quelques mois avant l'instauration de la République (22 septembre 1792), et devient officier dans l'Armée des émigrés. 

## Biographie

### Origines familiales
Il est le fils de Procope Pignatelli (1703-1743), lui-même fils de Nicolas Pignatelli, duc de Bisaccia et de Marie-Claire d'Egmont (dernière descendante directe de Lamoral d'Egmont, décapité le 5 juin 1568 à Bruxelles).
Les Pignatelli sont originaires du royaume de Naples (Sicile péninsulaire), tandis que les Egmont sont une famille des Pays-Bas espagnols, dont les principales résidences sont à Bruxelles (palais d'Egmont), dans le duché de Brabant, et à Zottegem (château d'Egmont), dans le comté de Flandre (leur origine très ancienne est le village d'Egmond en Hollande, alors dans la république des Provinces-Unies). À partir de 1714, les propriétés des Pignatelli d'Egmont se trouvent dans les Pays-Bas autrichiens.
La mère de Casimir est la Française Henriette-Julie de Durfort de Duras, comtesse de Braine (Picardie), petite-fille du maréchal-duc Jacques Henri de Durfort. 

### Carrière jusqu'en 1791
Entré dans l'armée française au titre du Régiment d'Egmont cavalerie, il devient maître de camp de cavalerie en 1744, brigadier en 1748, maréchal de camp en 1756 et lieutenant général en 1762.
En 1787, il fait partie de l'Assemblée des notables réunie par Louis XVI pour essayer de trouver une solution aux problèmes du royaume.
Il est élu député de la noblesse aux États généraux de 1789, pour le bailliage de Soissons. 
Il vote l'abolition des privilèges lors de la nuit du 4 août. 

### Dans l'émigration (1792-1801)
Il émigre relativement tard, au début de 1792 et rejoint l'Armée des émigrés. 
Bien que malade, il accepte le commandement en second de l'armée de Condé. 
Installé à Brunswick, il y meurt le 1er décembre 1801.

## Mariages et descendance

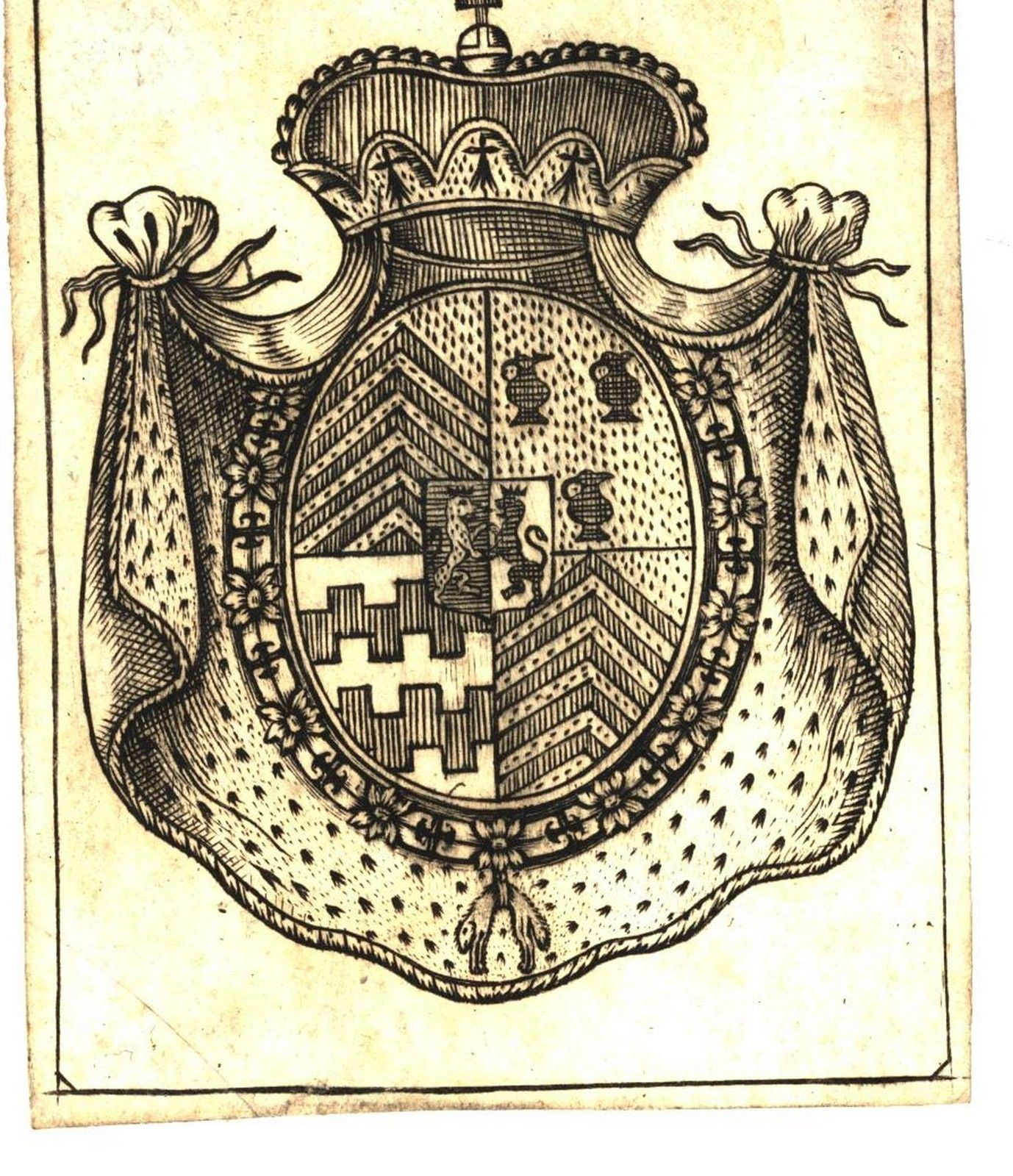
Blason de Casimir Pignatelli, comte d'Egmont

Le 14 décembre 1750, Casimir Pignatelli d'Egmont, comte de Braine, épouse Blanche-Alphonsine de Saint-Séverin d'Aragon (juillet 1736-20 janvier 1753), fille unique d'Alphonse-Marie-Louis, comte d'Olza, dit « comte de Saint-Severin d'Aragon », mariée à l'âge de 14 ans et morte « à la suite d'une couche, à l'âge de 16 ans », qui lui donne :
- Alphonsine-Louise-Julie-Félicie[6] d'Egmont (1751-1786),
- deux jumelles mortes en bas âge : Louise (1752-1753)[7] et Amable (1752-1754)[7].

Veuf en 1753, il se remarie le 10 février 1756 avec Jeanne-Sophie de Vignerot du Plessis (1740-1773), fille du maréchal-duc de Richelieu. Ils n'ont pas d'enfants ensemble.
Devenu veuf en 1773, il se remarie le 31 mai 1788 avec Claire Marguerite Farely, fille de Luc Farely, écuyer, et de Marguerite Onille.
À sa mort, il a pour héritiers ses deux petits-fils, issus du mariage de sa fille aînée le 21 juillet 1768 avec Louis-Gonzague Pignatelli de Gonzague, futur colonel du régiment de dragons de Schonberg, fils aîné du comte de Fuentes-Pignatelli, ambassadeur du roi d'Espagne en France (de 1764 à 1773) :
- Alphonse Pignatelli de Gonzague, comte de Fuentes et d'Egmont (mort en 1807),
- Casimir Pignatelli de Gonzague, marquis de Mora (mort en 1809)[10].

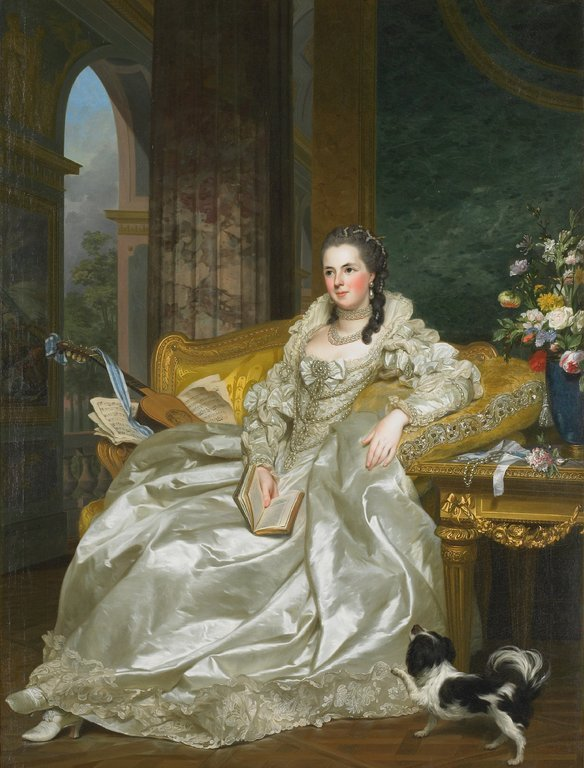
Alexandre Roslin : La comtesse d'Egmont-Pignatelli en costume espagnol, huile sur toile, 1763, Minneapolis Institute of Art.